# アイギョクシ
アイギョクシ（愛玉子、学名：Ficus pumila var. awkeotsang）は、クワ科イチジク属のつる性植物。その果実から作られるゼリー状デザートをオーギョーチ（台湾語のò-giô-chíから）という。
愛玉子という名の由来は、『台湾通史』の「農業志」に記載があり、実を水の中で揉みだすと固まる性質を発見した人が愛娘の名「愛玉」にちなんでつけたものとされている。

## 植物学上の特徴と分布

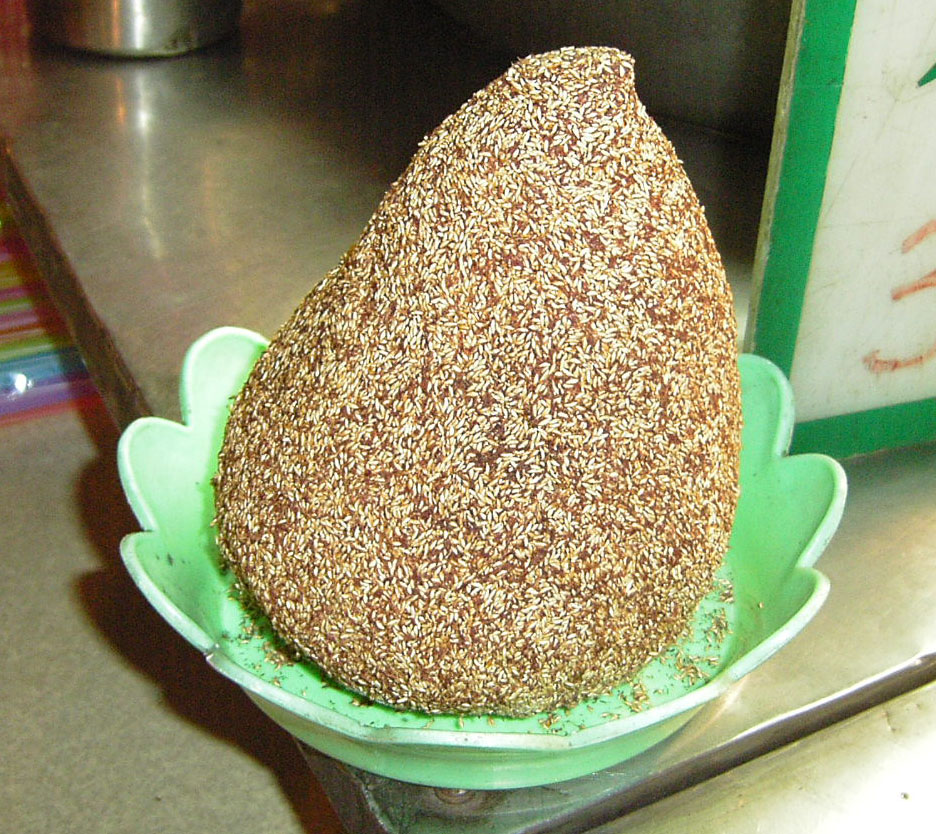
愛玉子の果実を裏返し乾燥させた状態。外側に見えるのは種子。

台湾北部の山間地に自生する。その果実より寒天状のデザートが作られるところから、カンテンイタビの和名を持つ。台湾固有の植物であり、台湾にのみ自生し、栽培される。
愛玉子（カンテンイタビ）は日本を含む東アジアに自生するオオイタビ（学名：F. pumila L.）の一変種で、他のイチジク属の植物と同様、花嚢と呼ばれる嚢状体の中に花をつける。イタビカズラ類は雌雄異株で、雌株の花嚢内の雌花が共生するイチジクコバチ類によって受粉すると、内部に多数の微細な果実を含んだ花嚢と呼ばれる嚢状体に成熟する。
イチジクの場合、熟した果嚢は全体がやわらかく熟し、食べられるようになるが、愛玉子やオオイタビは嚢状体の壁が堅くなり、熟すと裂け、ペクチンを多く含むジャムのような物質に埋まった、ゴマの種子に似た、微細な果実の塊を露出する。このジャムのような果実の塊は甘く、そのままでも食べられるが、この果嚢を裏返して取り出したゴマ粒ほどの大きさの種子（植物学上はこの個々の粒が果実そのもの）を乾燥して保存し、愛玉冰の材料に用いる。

## 愛玉子ゼリー「オーギョーチ」

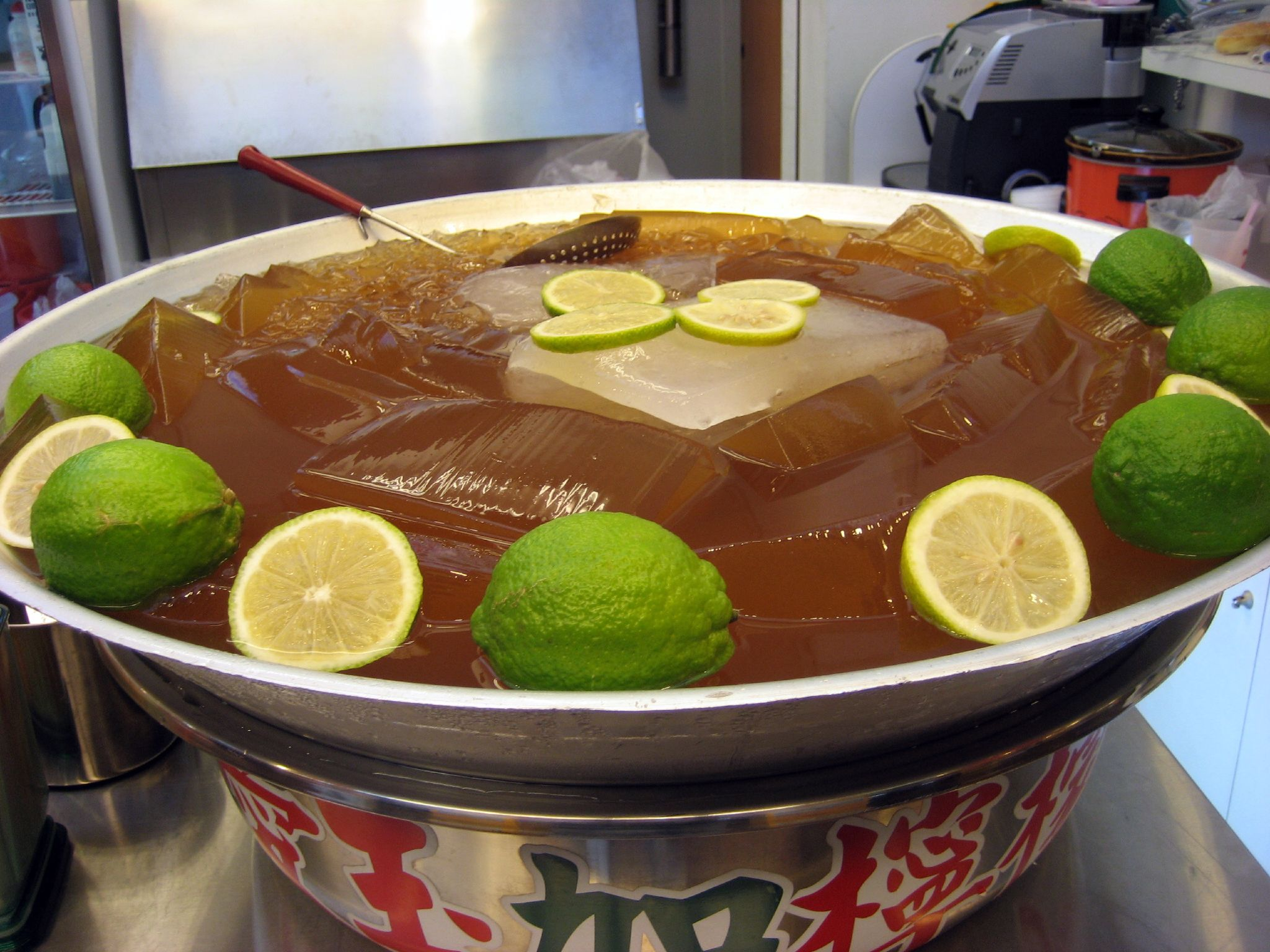
愛玉子のデザート「愛玉冰」

愛玉子は植物の中でもとりわけペクチンの含有量が多いため、寒天などのように加熱することなく固まる珍しい特質がある。乾燥したひとつかみの種子を布袋に入れて水の中で5～6分から10分程度揉んでいると、果実をくるむペクチン質の部分が溶け出て水を吸ったゲル状に膨潤し、弾力性が出てくる。それを2時間ほど放置すれば常温で寒天状の愛玉子ゼリー（オーギョーチ）ができる。用いる水に適度のカルシウムが含まれていなければ凝固しないため、蒸留水や軟水では作れない。また油分によっても凝固が妨げられる。
通常は氷水や冷蔵庫で冷やして食べる。愛玉子ゼリーそのものはほぼ無味であり、レモン風味など各種シロップをかけて味付けする。台湾の夏の風物詩で、屋台やデザート店、レストランなど幅広い場所で食べることが出来る。台湾では亀ゼリー、仙草ゼリーとともに三大ゼリーの一つとして人気がある。
タピオカティーを販売するドリンクスタンドでは、愛玉子ゼリー入りの飲み物が定番商品として販売されている。
戦前の浅草で愛玉子が売られており、日本にもカフェやレストランなどで供されるほか、専門店もある。

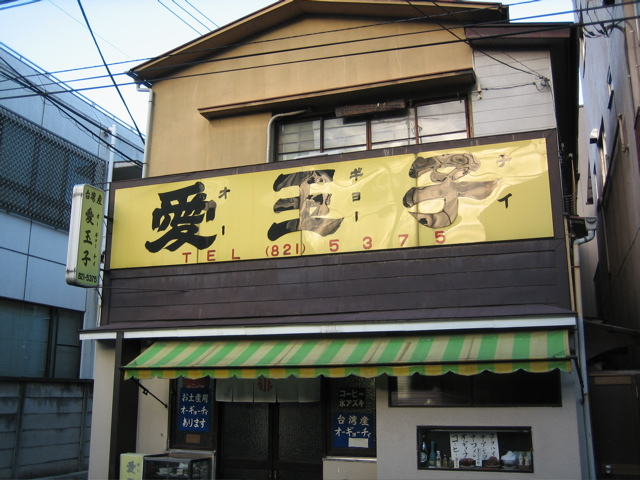
日本にあるオーギョーチの専門店「愛玉子」（東京都台東区上野桜木）